# Magic Mouse

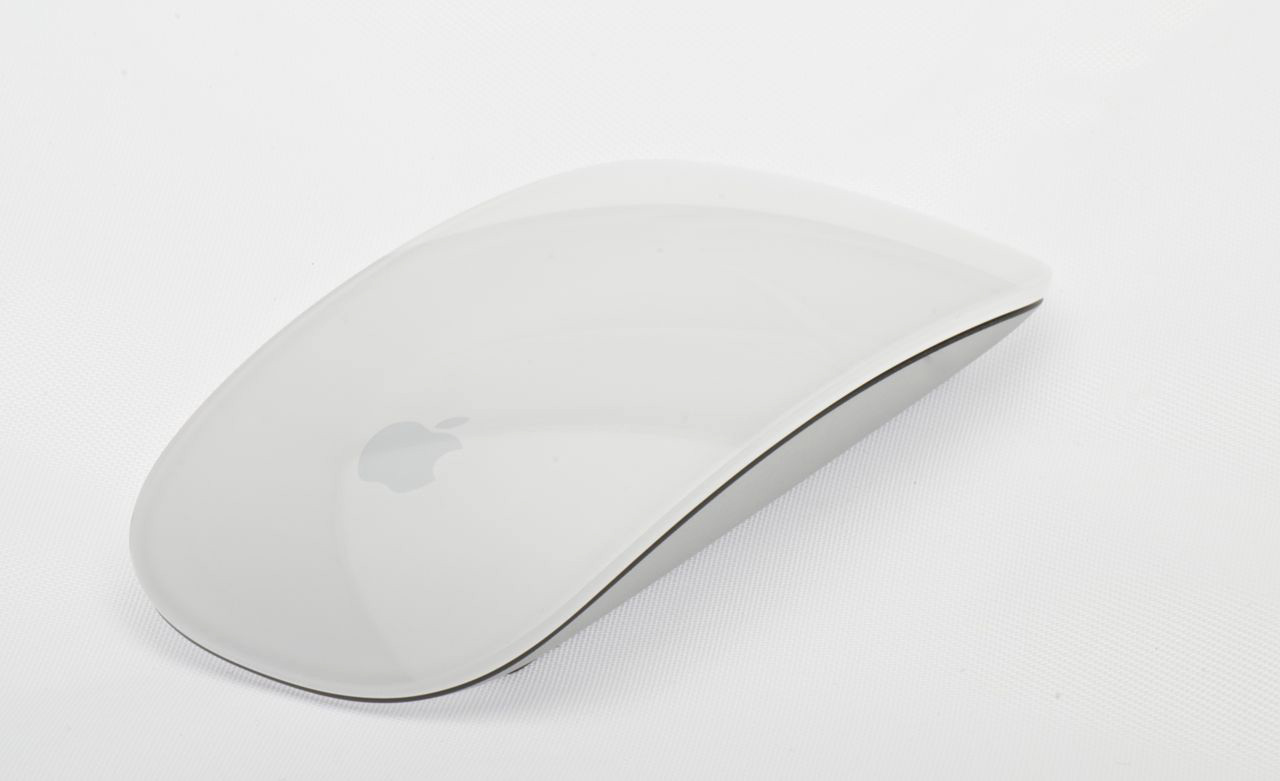
Svrchní pohled na myš

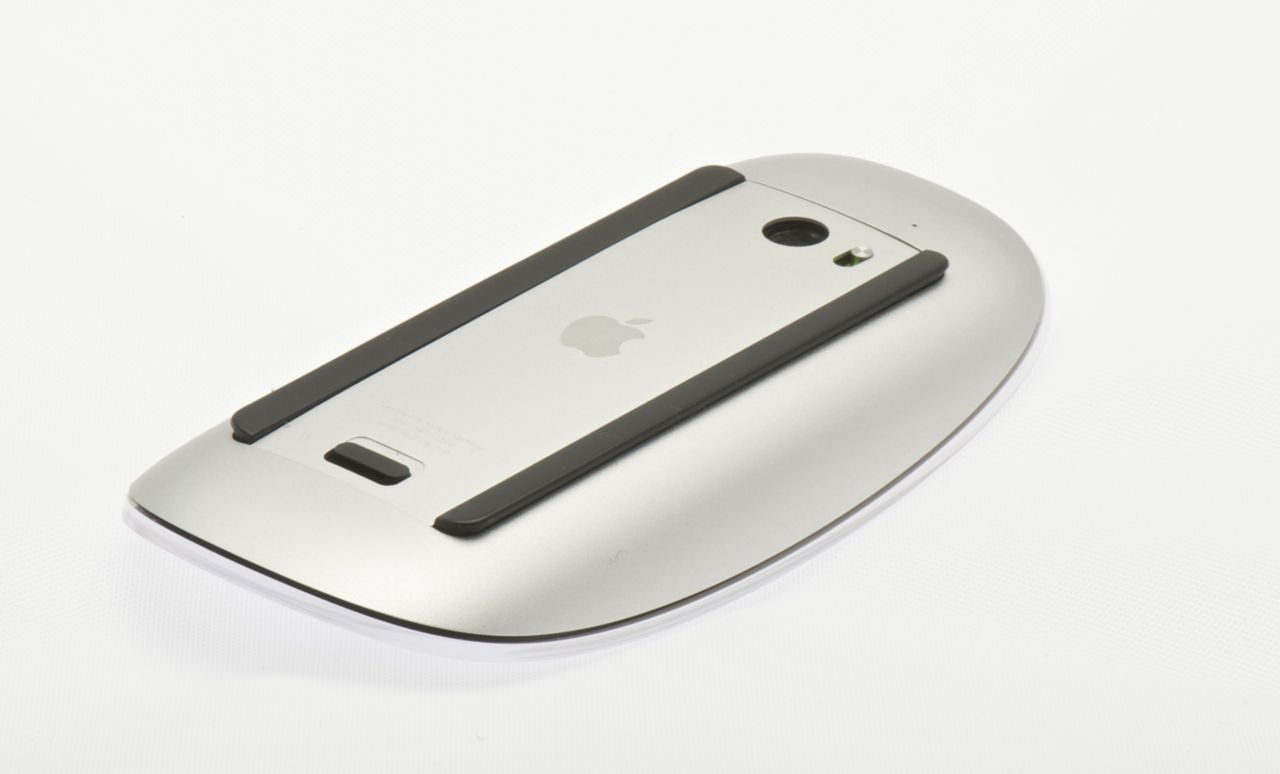
Spodní pohled na dvě černé dotykové plochy

Magic Mouse je bezdrátová vícedotyková myš od společnosti Apple. Podle společnosti Apple se jedná o první myš na světě, která je multidotyková.
Je dodávána s iMacem a Macem Pro, ale lze ji koupit i samostatně. Předchůdce Magic Mouse byla Mighty Mouse. Tato myš se přestala prodávat a její nástupce je Magic Mouse 2

## Používání
Myš se skládá pouze z jednoho tlačítka. Protože ale na horní vrstvě je doteková vrstva, díky tomu myš rozliší, ve které části myši se tlačítko stisklo a je rozeznáno, za bylo vyvolání kliknutí v levé nebo pravé části myši. K počítači se připojuje bezdrátově pomocí Bluetooth.

### Napájení
Myš se napájí pomocí dvojice AA baterií, které jsou uživatelsky vyměnitelné. Apple prodává příslušenství, které nabíjí myš bezdrátově. Toto nabíjení vyžaduje nejen speciální podložku, ale také speciální modul místo baterií v myši.

## Systémy
- Oficiálně Mac OS X 10.5.8, 10.6.1 nebo novější s nejnovějším podpůrným softwarem
- Windows 10, Windows 8, Windows 7, Windows Vista, Windows XP oficiálně jen v Boot Camp pod systémem Mac OS X
- Neoficiální ovladače přímo pro systémy Windows

## Gesta
Hlavní rozdíl oproti běžným myším je, že na horní části je doteková vrstva.
- Směr posuvu: přirozený – scrollování, jako kolečko na běžné myši
- Sekundární kliknutí – jako kliknutí pravým tlačítkem na běžné myši
- Inteligentní zvětšení – po poklepání jedním prsem se například v prohlížeči obsah na obrazovce zvětší, případně zmenší
- Přejetí mezi stránkami – místo klikání na tlačítka "Zpět" a "Vpřed" stačí toto gesto
- Přejetí mezi aplikacemi – při požívání aplikací na celé obrazovce nebo více ploch, stačí přejet dvěma prsty ze strany na stranu a aplikace se ve stejném pořadí posunou na obrazovce
- Mission Control – poklepáním dvěma prsty se zobrazí systémový Mission Control (správce otevřených ploch a aplikací)